# 兰扎尼科
兰扎尼科（義大利語：Ranzanico），是意大利贝加莫省的一个市镇。总面积7平方公里，人口1297人，人口密度185.3人/平方公里（2009年）。国家统计（ISTAT）代码为016179。